# 雅法

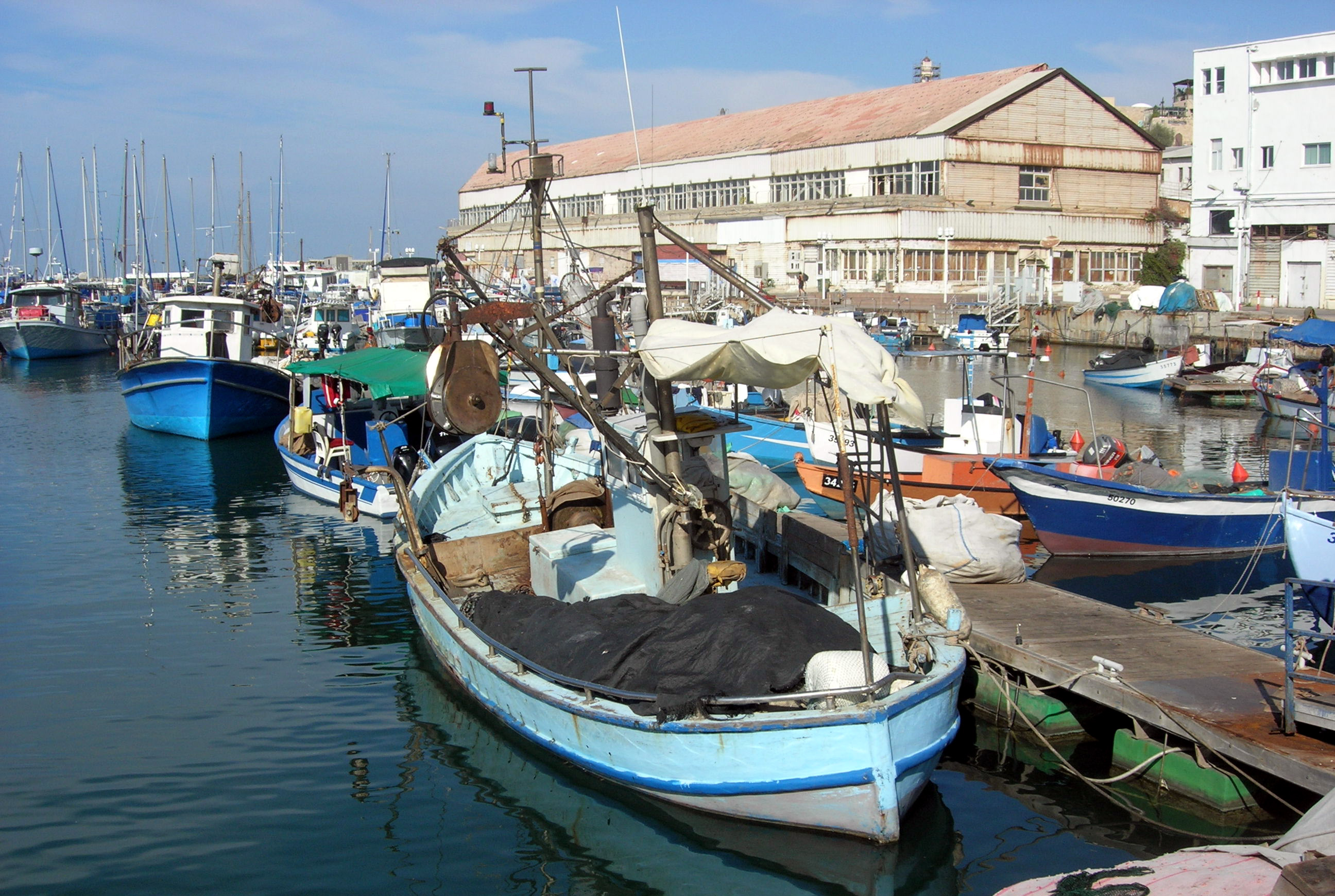
雅法港

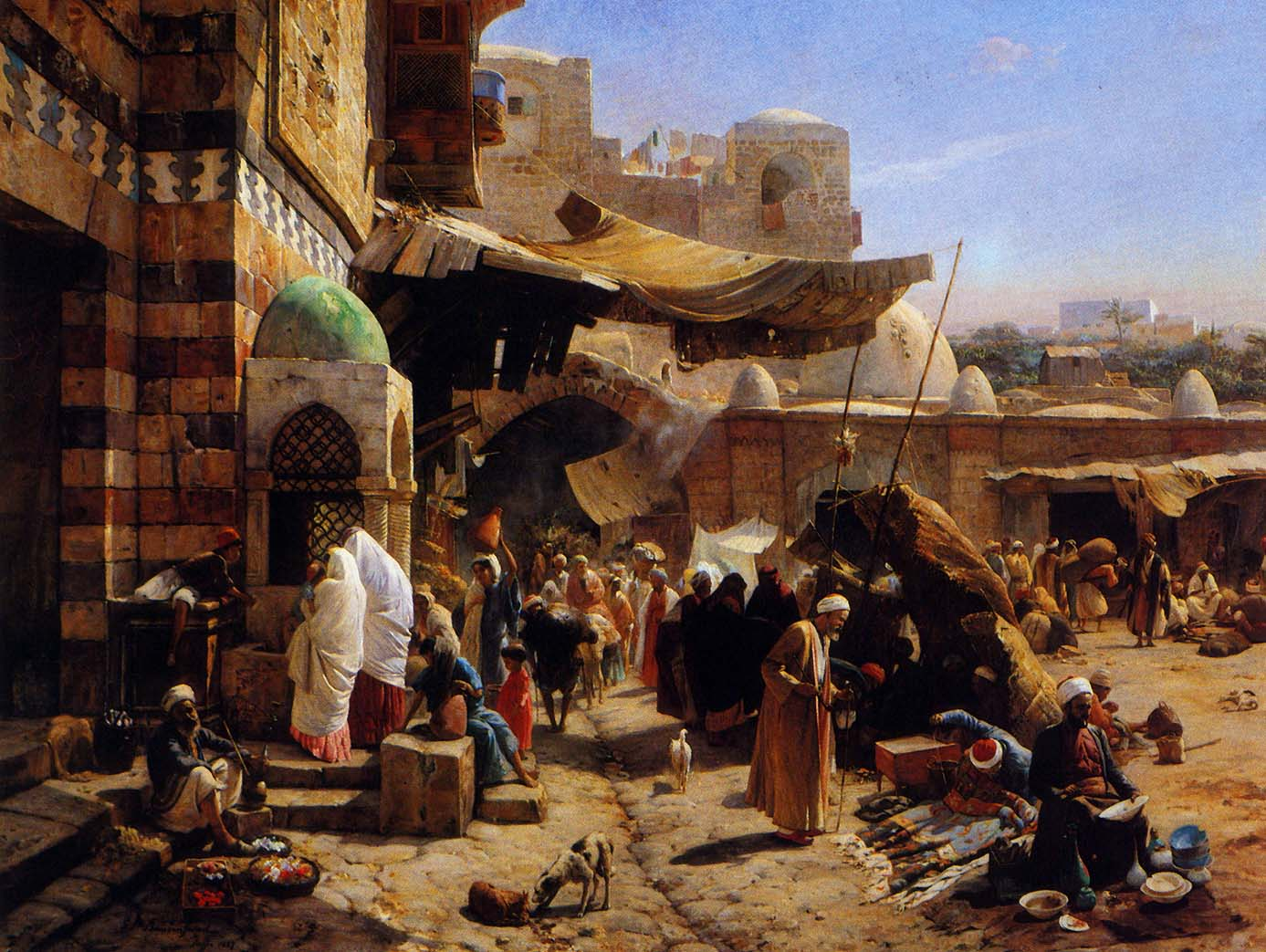
1887年雅法油畫

雅法（希伯來語：יָפוֹ, Yāfōⓘ；阿拉伯语： Yāfāⓘ）是位於以色列的城市，也是世界上最古老的港口城市之一。在1949年與位於其北側的特拉維夫合併成為特拉维夫-雅法市。

## 歷史

### 古代史
雅法古城的歷史非常悠久，有人類居住的文物記錄可以追溯到大約公元前7500年。從青铜时代開始，雅法因其天然的港灣地形而被人類所用。在公元前1440年的古埃及書信中就有提到雅法被图特摩斯三世所征服。古埃及統治雅法一直到大約公元前800年。在阿马尔奈文书中也有提及雅法的埃及名字。
在希伯來聖經中所提到的約帕即現今之雅法，位於耶路撒冷西北約30英里（50公里），也是從海路到耶路撒冷的朝聖者的第一站，約帕這個名字是腓尼基語，解作「美麗」，約在主前760年，先知約拿在約帕雇船逃到他施去，為要躲避耶和華的命令（拿1:3），約帕（雅法）在希伯來聖經中被提到的有（書19:46，代下2:16，拉3:7，拿1:3，徒9:36，徒9:38，徒9:42-43，徒10:5，徒10:8，徒10:23，徒10:32，徒11:5，徒11:13）。
在經歷了迦南人和非利士人的統治後，雅法被大衛和他的兒子所羅門所征服。這裡也成為了一個中轉港，方便他們從泰尔運送雪松木過來建造第一聖殿。在公元前701年的希西家王統治時期，亞述帝國國王辛那赫里布侵犯了雅法地區。
犹太人在今天的巴勒斯坦地区建立了犹太国家，雅法作为圣地耶路撒冷的海上门户而繁荣，希腊人、埃及人、腓尼基人等都在此经商。罗马帝国后来征服了犹太国家和黎凡特地区，雅法也就成为了罗马帝国的一个城市。
亚历山大大帝的军队驻扎在雅法。后来它成为塞琉古帝国的港口城市，直到公元前143年左右被马加比家族接管，并由哈斯蒙尼王朝统治。
第一次犹太罗马战争期间，雅法被塞斯蒂乌斯·加卢斯占领并烧毁。罗马犹太历史学家约瑟夫斯写道，8400名居民被屠杀。从重建的港口活动的海盗激怒了维斯帕芗，他夷平了这座城市，并在原地建立了一座城堡，并在那里安置了罗马驻军。
公元4-世纪，罗马帝国分裂成东西两部分，雅法所在的地中海东岸地区被东罗马帝国控制。但东罗马帝国并不像原先的罗马帝国那么强盛，其对黎凡特地区的控制能力也不强。公元636年，阿拉伯人征服了雅法，雅法逐渐变成一个伊斯兰教城市。不过由于阿拉伯帝国的统治者的怀柔政策，对于非穆斯林居民只征收额外赋税，并没有屠杀或强迫改宗，因此犹太人和基督徒可以继续居住在这个城市里。阿拉伯帝国维持了较长时间的稳定，加上陆路贸易带来的利润，雅法和耶路撒冷都经历了长期的繁荣，欧洲的商人（大多来自于威尼斯共和国和热那亚共和国）经常造访这里与本地人进行贸易活动，雅法也成为了丝绸之路上一个重要的港口。

### 中世紀
雅法的地理位置使其成为争夺的目标。由于耶撒冷也是基督教的圣地，因也就成为了十字军的首要目标。1099年，雅法在第一次十字军东征过程中被占领。在阿伯人的威胁下，控制雅法和耶路撒冷的十字军国家很不稳定。1187年，萨拉丁征服了雅法。1191年9月10日，即阿尔苏夫战役三天后，这座城市向狮心王理查投降。尽管萨拉丁在1192年7月的雅法战役中努力重新占领这座城市，但这座城市仍然掌握在十字军手中。1192年9月2日，《雅法条约》正式签署，保证两军停战三年。
公元1229年，腓特烈二世在新的雅法条约中签署了为期十年的休战协议。 他加固了雅法城堡，并在城墙上刻了两块铭文，一块是拉丁文，另一块是阿拉伯文。2011 年破译的铭文将他描述为“神圣罗马帝国皇帝”，并注明日期“我们的主耶稣弥赛亚化身1229年”。
1515年，奥斯曼土耳其帝国占领了雅法，从此该城被奥斯曼帝国控制了400多年。

### 鄂圖曼帝國
大航海时代开始后，雅法的贸易港地位受到冲击。奥斯曼帝国对欧洲的攻击、地中海东部海盗活动猖獗等因素的作用下，加上18世纪欧洲工业化进程加速，两次工业革命在西北欧的爆发导致了地中海地区失去了欧洲的经济中心的地位，雅法衰落为一个小村镇，到1806年，雅法的人口只有2500人。1799年，拿破仑的军队占领了雅法。
1886年，雅法的人口达到了1.7万，过多的人口导致城市扩张并拆除了城墙，同时雅法的北方出现了一个犹太人定居点：特拉维夫。很多犹太人因为城内房价过高而外迁到特拉维夫生活，而城内仍然是阿拉伯人社区。随着犹太复国主义的兴起，犹太人回乡运动蓬勃发展，很多欧洲犹太人开始移居巴勒斯坦地区。
1914年一战爆发，奥斯曼帝国担心犹太人会和协约国合作，因此驱逐了雅法和特拉维夫的犹太人。1918年奥斯曼帝国战败，其阿拉伯地区各省份被英法托管，雅法所在的巴勒斯坦成为英国托管地，犹太人得以重返该地。

### 近現代
在1917-1920年間，有數千猶太人居住在雅法。在1920-1921年遭受阿拉伯人攻擊後，尤其是1921年5月的暴动，許多猶太人逃到特拉維夫，並在那裡安頓下來。在1922年底，雅法大約有32000人，特拉維夫有15000人。到了1927年，特拉維夫的人口增加到了38000人。
1930年代德国纳粹党对犹太人的迫害导致前往巴勒斯坦的犹太人激增，雅法作为巴勒斯坦托管地的主要港口之一接纳了大量犹太移民。由于犹太人和阿拉伯人的冲突加剧，1936年爆发了巴勒斯坦阿拉伯人大起义，这进一步打击了雅法的犹太人社区，很多犹太人逃离雅法并加入了各种军事组织，例如哈加纳、伊尔贡等犹太复国主义军事组织、自卫组织等。这也为二战后一系列暴力事件埋下了伏笔。
根據1945年人口统计显示，雅法人口为94,310人，其中穆斯林50,880人，犹太人28,000人，基督徒（大部分是希腊东正教徒）15,400人。根據聯合國大會第181號決議，雅法成為規劃中的阿拉伯人国家的飞地。不過该飞地不包括雅法北部犹太人居住的地区。阿拉伯人对此强烈反对。
1948年4月25日，伊尔贡对雅法发动攻势。後來英国军队介入，迫使伊尔贡進攻暫停。同时哈加纳占领了雅法以东的村庄。由于迫在眉睫的危险和陆地交通被犹太人军事组织封锁，許多阿拉伯人从海路逃離雅法（很多人逃到了加沙和汗尤尼斯）。1948年5月14日，由於英國警察和军队從雅法撤離，雅法向哈加纳投降。此時只有4000名穆斯林仍然留在雅法。
1949年10月4日，以色列政府决定將雅法併入特拉维夫。1950年8月19日，特拉维夫更名為特拉维夫-雅法。
犹太人接管雅法后，雅法所有的街道名称都被更改。